# Ténor de Baune
Ténor de Baune ou Ténor de Bauné est un cheval de course trotteur français, né le 18 mai 1985 à Sainte-Gemmes-d'Andigné et mort le 18 avril 2010, qui participait aux courses de trot. Le Prix Ténor de Baune lui rend hommage chaque année à Vincennes.

## Naissance et élevage
Ténor de Bauné est né le 18 mai 1985 à Sainte-Gemmes-d'Andigné, près de Segré, au lieu-dit Bauné, de l'union de l'étalon Le Loir et de la poulinière Colivette. Le Loir avait eu une carrière classique, remportant notamment le Prix du Président de la République et le Prix de Normandie, mais ses origines ne prédisposaient pas plus qu'un autre à engendrer un super crack. Colivette eut une carrière beaucoup plus discrète, mais remporta deux victoires au monté à Vincennes dans un temps moyen. Peu productive, elle n'eut que sept produits en seize ans.
Le naisseur du poulain est Bernard Hallopé. Avant le débourrage, celui-ci propose la demi-propriété de Ténor de Baune et de Ténor de Mareuil (sans parenté) à Jean-Baptiste Bossuet, qui accepte le lot, après hésitation. Au dressage, le poulain se révèle gai, tonique, mais surtout très prometteur, à tel point que Jean-Baptiste Bossuet en rachète la moitié manquante à Bernard Hallopé. Il se qualifie discrètement toutefois, le 17 septembre 1987 à Angers, sur le pied de 1'24.

## Carrière de course
Ténor de Baune gagne sa première course à Argentan le 12 mai 1988 à 3 ans. Le 30 novembre suivant, il fait victorieusement ses débuts à Vincennes où il remporte son premier semi-classique, le Prix Éphrem Houel, le 23 février 1989. Toujours invaincu, il prend part le 6 mai suivant au Critérium des 4 ans qu'il remporte également.
Lors des années de ses 4 et 5 ans, il confirme nettement sa position de leader de sa génération en s'adjugeant le Critérium continental 1989, le Critérium des 5 ans et le Prix de l'Étoile 1990.
Le 27 janvier 1991, après avoir remporté deux semaines plus tôt le Prix de Belgique préparatoire, il gagne le Prix d'Amérique (devant l'officieux champion du monde Rêve d'Udon) en étant invaincu : trente victoires consécutives, toutes gagnées avec son propriétaire entraineur Jean-Baptiste Bossuet à son sulky. Remporter le Prix d'Amérique avec un palmarès vierge de toute défaite n'avait jamais été réalisé auparavant, et, en 2025, n'a pas été réédité.
Lors de sa sortie suivante, dans le Prix de France, il s'avoue vaincu pour la première fois par Ultra Ducal et ne retrouva jamais son meilleur niveau.

## Carrière au haras
Après 1992, il officie comme étalon et se révèle un reproducteur de premier plan. Trois de ses fils ont remporté des critériums, et il figure souvent dans les dix premiers du classement annuel des étalons trotteurs. Dix-neuf de ses produits dépasseront les 300 000 € de gains dont la championne Roxane Griff, la jument la plus riche de l'histoire des courses françaises avec (3 107 618 €) de gains, — double lauréate du Prix de Cornulier, Prix de Paris, 2e du Prix d'Amérique —, Krysos Speed (657 716 €), Fleuron Perrine (639 600 €), Gavroche Perrine (557 393 €) ou Ice Speed (524 755 €). Il meurt le 18 avril 2010 des suites de coliques.

## Palmarès
- Qualifié le 17 septembre 1987.

- À 3 ans, 7 courses : 7 victoires, record 1'18"6.
- À 4 ans, 9 courses : 9 victoires (2 Groupes I, 5 Groupes II), record 1'14"3.
- À 5 ans, 12 courses : 12 victoires (2 Groupes I, 7 Groupes II), record 1'15"2.
- À 6 ans, 5 courses : 2 victoires, 2 fois second, 1 fois quatrième (1 Groupe I, 1 Groupe II), record 1'14"6.
- À 7 ans, 4 courses : 1 victoire, 1 fois second, 1 fois troisième, 1 fois quatrième, record 1'16".
- À 8 ans, 10 courses : 2 victoires, 1 fois troisième, record 1'16"2.

### Principales victoires
Groupes I :
- Prix d'Amérique 1991
- Critérium des 4 ans (1989)
- Critérium continental (1989)
- Critérium des 5 ans (1990)
- Prix de l'Étoile 1990

Groupes II :
- À 4 ans :
  - Prix Éphrem Houel
  - Prix Phaeton
  - Prix Louis Dubu
  - Prix Gaston de Wazières
  - Prix Ariste Hémard

- À 5 ans :
  - Prix de Croix
  - Prix Roederer
  - Prix Ovide Moulinet
  - Prix Robert Auvray
  - Prix Henri Levesque
  - Prix Albert Demarcq
  - Prix Louis Jariel
  - Prix Jockey
  - Prix Marcel Laurent

- À 6 ans :
  - Prix de Belgique

## Origines
| Origines de Ténor de Baune, mâle, alezan | Origines de Ténor de Baune, mâle, alezan | Origines de Ténor de Baune, mâle, alezan | Origines de Ténor de Baune, mâle, alezan |
| ---------------------------------------- | ---------------------------------------- | ---------------------------------------- | ---------------------------------------- |
| Père Le Loir                             | Chambon P                                | Kerjacques                               | Quinio                                   |
| Père Le Loir                             | Chambon P                                | Kerjacques                               | Arlette III                              |
| Père Le Loir                             | Chambon P                                | Plombière P                              | Index                                    |
| Père Le Loir                             | Chambon P                                | Plombière P                              | Hirondelle de Joinvi.                    |
| Père Le Loir                             | Chérie du Loir                           | Oraki                                    | Quiroga II                               |
| Père Le Loir                             | Chérie du Loir                           | Oraki                                    | Afra                                     |
| Père Le Loir                             | Chérie du Loir                           | O Ma Fleur                               | Fandango                                 |
| Père Le Loir                             | Chérie du Loir                           | O Ma Fleur                               | Villemfleure                             |
| Mère Colivette                           | Pacha Grandchamp                         | Fandango                                 | Loudéac                                  |
| Mère Colivette                           | Pacha Grandchamp                         | Fandango                                 | Tombelaine                               |
| Mère Colivette                           | Pacha Grandchamp                         | Atalante de Grandchamp                   | Mistral                                  |
| Mère Colivette                           | Pacha Grandchamp                         | Atalante de Grandchamp                   | Naïve Étoile                             |
| Mère Colivette                           | Olivette J                               | Chardonneret                             | Petit Jean III                           |
| Mère Colivette                           | Olivette J                               | Chardonneret                             | Rhyticère                                |
| Mère Colivette                           | Olivette J                               | Bizut                                    | Piorin                                   |
| Mère Colivette                           | Olivette J                               | Bizut                                    | La Mareuillaise                          |